# The Hits (álbum de April Wine)

The Hits es el cuarto álbum recopilatorio de la banda de rock canadiense April Wine, y fue publicado en 1987.

## Lista de canciones
Todas las canciones fueron escritas por Myles Goodwyn, excepto donde se indica lo contrario.
1. "Say Hello" – 2:59
2. "Enough is Enough" – 4:03
3. "Just Between You and Me" – 3:55
4. "Roller" – 3:36
5. "Love has Remembered Me" – 4:08
6. "This Could be the Right One" – 4:08
7. "Sign of the Gypsy Queen" (Lorence Hud) – 4:15
8. "What if We Fall in Love" – 4:18
9. "Rock Myself to Sleep" (Kimberley Rew y Vince de la Cruz) – 2:57
10. "Doin' it Right" (Tom Lavin) – 3:38
11. "Tell Me Why" (John Lennon y Paul McCartney) – 3:15
12. "Tonight is a Wonderful Time to Fall in Love" – 3:37
13. "I'm on Fire for You Baby" (David Elliott) – 3:27
14. "You Could Have Been a Lady" (Errol Brown y Tony Wilson) – 3:21
15. "Rock n' Roll is a Vicious Game" – 3:16
16. "Like a Lover, Like a Song" – 5:07
17. "You Won't Dance with Me" – 3:43
18. "Fast Train" – 3:21
19. "I Wouldn't Want to Lose Your Love" – 3:09

## Formación
- Myles Goodwyn - voz, guitarra, teclado y coros.
- Brian Greenway - guitarra, armónica y coros.
- Gary Moffet - guitarra y coros
- David Henman - guitarra y coros
- Steve Lang - bajo y coros
- Jean Pellerin - bajo (en las canciones 5 y 9)
- Jim Clench - bajo y coros
- Jim Henman - guitarra, guitarra acústica y bajo
- Jerry Mercer - batería, percusiones y coros
- Marty Simon - batería (en las canciones 5 y 9)
- Ritchie Henman - percusiones y teclados
- Daniel Barbe - teclados (en las canciones 5 y 9)